# Opel (famiglia)
La famiglia Opel è una delle famiglie industriali della Germania.

## Storia

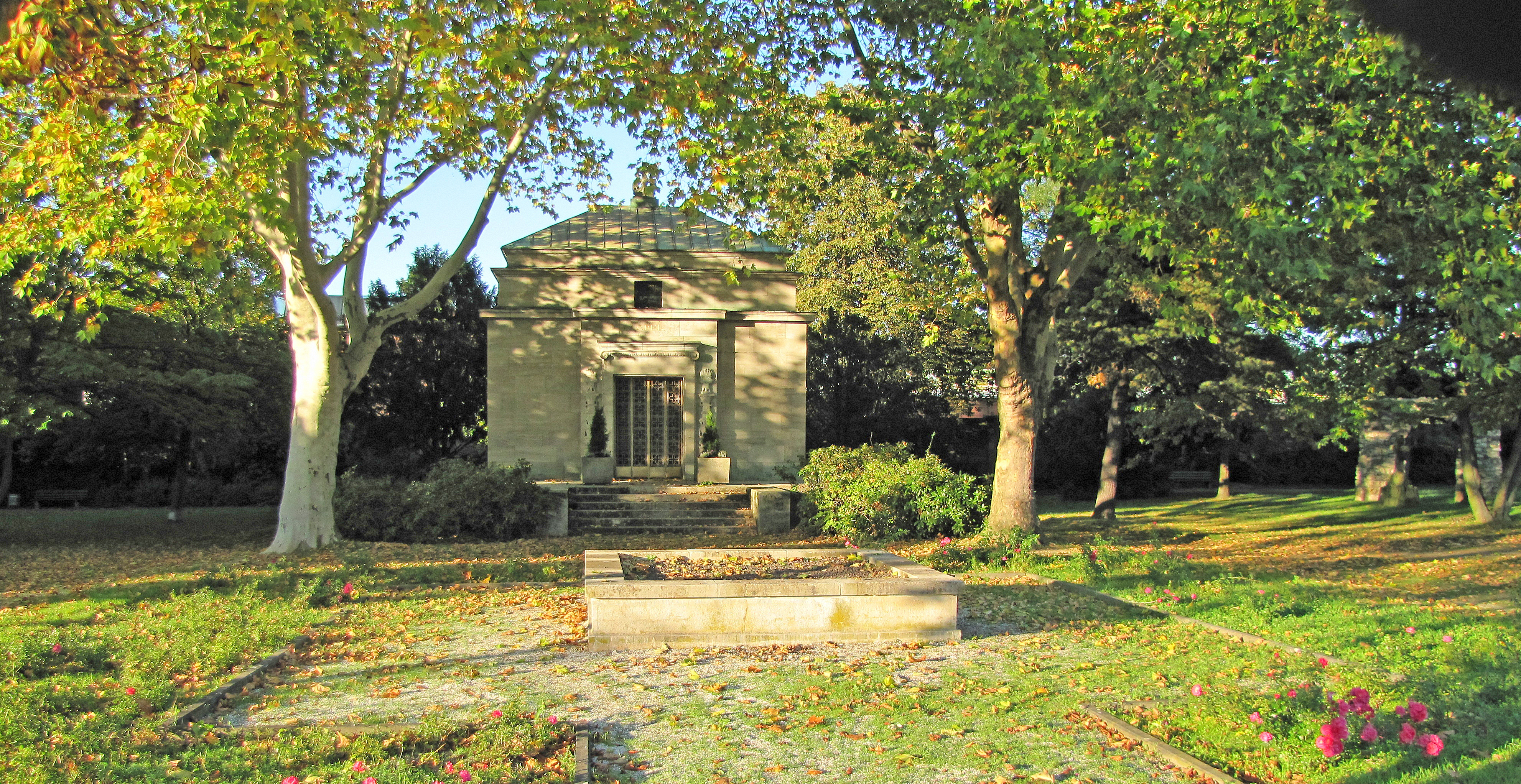
Mausoleo della famiglia Opel a Rüsselsheim

La famiglia ebbe origine nell'Assia-Rheinfels, dove inizia l'albero genealogico noto con Peter uf dem Scheyd a Dachsenhausen presso Braubach, † tra il 1571 e 1580. Suo figlio Michel Scheidt, costruttore a Dachsenhausen, dal 1595 adottò il nome di famiglia Oppel (Opfel). In tempi più recenti il fondatore dell'azienda di famiglia, la Opel, fu Adam Opel di Klein-Gerau (1837-1895), con la moglie Sophie Scheller di Dornholzhausen (1840-1913). Una parte della famiglia fu nobilitata nel Granducato d'Assia: il 13 marzo 1917 ottennero titoli nobiliari i fratelli Wilhelm e Heinrich Opel di Rüsselsheim; il 17 gennaio 1918 l'altro fratello Carl Opel.

## Stemma
Lo stemma del 1917-1918 presenta uno scudo dorato con una banda nera, con all'interno tre ruote argentate, ognuna con cinque raggi. Sull'elmo un grifone nero, tra le grinfie una ruota a cinque raggi.

## Albero genealogico recente
1. Adam Opel (1837–1895) ∞ Sophie Scheller (1840–1913)
  1. Carl von Opel (1869–1927)
    1. Sophie Eleonore von Opel (1896–1971)
    2. Hans von Opel (1899–1948)
    3. Eleonore Johanna Carola von Opel (1908−1998)
    4. Georg von Opel (1912–1971)
      1. Carlo von Opel (* 1941) ∞ Marion Schöntag
        1. Alexander von Opel (* 1979)
        2. Jeanette von Opel (* 1982)

      2. Heinz von Opel (1943–2006) ∞ Claudia-Ulrike Hurlin
        1. Ivonne von Opel (* 1973) ∞ 2007 Johannes Joachim Graf von Schönburg-Glauchau (* 1976)
        2. Sonja von Opel (* 1978) und Florian Fischer
          1. Felix von Opel (* 2001)

      3. Georg von Opel (* 1966)
      4. Gregor von Opel (* 1968)

  2. Wilhelm von Opel (1871–1948) ∞ Martha Bade
    1. Fritz von Opel (1899–1971)
      1. Frederick von Opel (* 1947)
      2. Marie Christine von Opel (1951–2006)

    2. Elinor von Opel (1908–2001) ∞ 1.) 1925 Willy Sachs, ∞ 2.) 1963 Carlo Kirchner (1894–1979; Prokurator bei Fichtel & Sachs)
      1. Ernst Wilhelm Sachs (1929–1977)
      2. Gunter Sachs (von Opel) (1932–2011)

  3. Heinrich Adam von Opel (1873–1928) ∞ Emilie Weber
    1. Heinz von Opel (1899–1922)
    2. Emmy von Opel (1902–1963)
    3. Irmgard von Opel (1907–1986)

  4. Friedrich Franz Opel (1875–1938)
  5. Ludwig Opel (1880–1916)